# Piding
Piding là một thị trấn spa nằm gần biên giới Áo, thuộc huyện Bad Reichenhall, bang Bayern ở Đức.